# El sueño de San José (Antonio del Castillo)
El sueño de San José es una pintura del artista español Antonio del Castillo y Saavedra. 

## Historia y descripción
Según Antonio Palomino, aprendiz del pintor, el lienzo formaba parte de una serie de cuatro que en esa época se encontraban en la casa del contador de la Catedral de Granada. En el año 2008 fue adquirida junto a la obra de la misma serie Sacrificio de Isaac por el Museo de Bellas Artes de Córdoba, donde se conservan actualmente.
La obra representa una escena bíblica narrada en el evangelio de Mateo en la cual un ángel se le aparece en sueños a José de Nazaret para anunciarle que el hijo de María es fruto del Espíritu Santo.